# Ehren Watada
Ehren Keoni Watada (né en 1978 à Honolulu) est un ancien First lieutenant de l'armée des États-Unis, plus connu pour avoir été le premier officier sous commandement des forces armées américaines à refuser, en juin 2006, de se déployer en Irak.

## Biographie
Ehren Watada est issu d'une famille de militaires et se porte volontaire pour servir dans l'armée américaine. Il est décrit comme « un officier modèle » par ses supérieurs.

## Opposition à la guerre en Irak
Il se renseigne sur sa future mission, notamment le mensonge des armes de destruction massive en Irak.
Ehren Watada a refusé de se déployer dans le cadre de la rotation de son unité à l'opération Liberté irakienne, affirmant que la guerre était « illégale et immorale », fondée « sur des mensonges et des manipulations », et que, en vertu de la doctrine de la responsabilité du commandement, elle le rendrait complice de crimes de guerre. À ce moment-là, il avait été affecté au 5e bataillon du 20e régiment d'infanterie, lui-même membre de la 3e brigade de la 2e division d'infanterie, en tant qu'officier d'artillerie.
Il demande à sa hiérarchie sa démission ou sa mutation en Afghanistan, les deux sont refusées.
Symbole antiguerre, il a été traduit devant une cour martiale en 2007. Le procès n'a pas abouti pour des raisons de forme. L'armée demande un deuxième procès en cour martiale qui est refusé en raison de la double incrimination que cela impliquerait. Devant son incapacité à le condamner, l'armée le libère de ses fonctions avec une décharge officielle en 2009. Le type de décharge administrative qu'il reçoit est la moins favorable. Elle est réservée à un « type de comportement qui constitue un écart important par rapport à la conduite attendue des soldats de l'armée ».